# Rebeca Rambal
Rebeca Rambal (Ciudad de México, 8 de mayo de 1961) es una actriz mexicana, hija del actor Enrique Rambal y de la actriz Lucy Gallardo. Ha realizado doblaje en Los Ángeles para varias películas y caricaturas, actualmente reside en Washington donde todavía trabaja en el doblaje como traductora y adaptadora a distancia de los estudios de doblaje de Los Ángeles.

## Telenovelas
- Te amaré en silencio (2002)
- Cicatrices del alma (1986-1987) - Lucila
- Esperándote (1985-1986) - Margarita Moreno
- Principessa (1984-1986) - Marina
- Los años felices (1984-1985) - Silvia Saldaña
- Guadalupe (1984) - Elvira Fuentes
- Mañana es primavera (1982-1983) - Adriana
- Nosotras las mujeres (1981) - Marcela
- El hogar que yo robé (1981)
- El amor llegó más tarde (1979)
- Cynthia (1968)
- Deborah (1967)

## Doblaje

### Películas de imagen real
- Sarah Harding (Julianne Moore) en El mundo perdido: Parque Jurásico II.
- Jessica Rabbit (Kathleen Turner) en ¿Quién engañó a Roger Rabbit?
- Marnie Mason (Kelly Preston) en Gemelos.
- Claire Phillips (Karen Allen) en Scrooged.
- Sharon Chetley (Patricia Clarkson) en Legendary.

### Películas animadas
- El Jorobado de Notredame ... Esmeralda
- El Jorobado de Notredame 2: El secreto de la campana ... Esmeralda

### Anime
- Las Guerreras Mágicas ... Luz (Nova)
- Los Caballeros del Zodiaco ... Sirena Tethis
- Los Caballeros del Zodiaco ... Shaina de Ofiuco (Algunos episodios)
- Saber Marionette ... Baikou

## Cine
- Crimen en Los Ángeles (1988)